# Hamburger Sport-Verein 2011-2012 (calcio femminile)
Questa voce raccoglie le informazioni riguardanti l'Hamburger Sport-Verein nelle competizioni ufficiali della stagione 2011-2012.

## Divise e sponsor
La grafica adottata era la stessa dell'Amburgo maschile. Il main sponsor era la compagnia aerea Emirates, attraverso lo slogan Fly Emirates, mentre quello tecnico, fornitore delle tenute da gioco, era Adidas.
|  | Casa | Trasferta |

## Organigramma societario
Tratto dal della Federcalcio tedesca (DFB)
Area tecnica
- Allenatore: Achim Feifel
- Allenatore in seconda: Florian Graudegus
- Allenatore dei portieri:

## Rosa
Rosa, ruoli e numeri di maglia come da sito DFB.
| N. |                     | Ruolo | Calciatrice         |
| -- | ------------------- | ----- | ------------------- |
| 1  | Germania (bandiera) | P     | Bianca Weech        |
| 3  | Germania (bandiera) | D     | Carolin Simon       |
| 5  | Germania (bandiera) | D     | Friederike Engel    |
| 6  | Germania (bandiera) | D     | Marisa Ewers        |
| 7  | Germania (bandiera) | A     | Lena Petermann      |
| 8  | Germania (bandiera) | C     | Aferdita Kameraj    |
| 9  | Germania (bandiera) | A     | Jessica Wich        |
| 10 | Germania (bandiera) | C     | Silva Lone Saländer |
| 11 | Germania (bandiera) | D     | Heike Freese        |
| 13 | Germania (bandiera) | D     | Henrike Meiforth    |
| 15 | Germania (bandiera) | C     | Louisa Nöhr         |

| N. |                     | Ruolo | Calciatrice           |
| -- | ------------------- | ----- | --------------------- |
| 16 | Germania (bandiera) | A     | Maike Timmermann      |
| 17 | Germania (bandiera) | D     | Janina Haye           |
| 18 | Germania (bandiera) | C     | Maja Schubert         |
| 20 | Germania (bandiera) | C     | Anna Hepfer           |
| 21 | Germania (bandiera) | P     | Saskia Schippmann     |
| 22 | Germania (bandiera) | C     | Christine Schoknecht  |
| 23 | Germania (bandiera) | D     | Nina Brüggemann       |
| 24 | Germania (bandiera) | A     | Kristina Brenner      |
| 25 | Turchia (bandiera)  | C     | Aylin Yaren           |
| 27 | Germania (bandiera) | C     | Marie-Louise Bagehorn |

## Calciomercato

### Sessione estiva
| Acquisti | Acquisti         | Acquisti         | Acquisti                        |
| R.       | Nome             | da               | Modalità                        |
| -------- | ---------------- | ---------------- | ------------------------------- |
| C        | Marie-Louise Eta | Turbine Potsdam  | definitivo                      |
| C        | Louisa Nöhr      | Amburgo II       | aggregata dalla squadra riserve |
| A        | Kristina Brenner | TSG 51 Frankfurt | definitivo                      |
| A        | Maike Timmermann | Amburgo II       | aggregata dalla squadra riserve |
| A        | Jessica Wich     | Turbine Potsdam  | definitivo                      |

| Cessioni | Cessioni               | Cessioni           | Cessioni   |
| R.       | Nome                   | a                  | Modalità   |
| -------- | ---------------------- | ------------------ | ---------- |
| C        | Antonia Göransson      | Turbine Potsdam    | definitivo |
| C        | Vera Homp              | Lokomotive Lipsia  | definitivo |
| C        | Anika Höß              | ETSV Würzburg      | definitivo |
| C        | Kim Kulig              | 1. FFC Francoforte | definitivo |
| C        | Jobina Lahr            | Lokomotive Lipsia  | definitivo |
| C        | Angelina Lübcke        | Lokomotive Lipsia  | definitivo |
| C        | Imke Wübbenhorst       | Cloppenburg        | definitivo |
| C        | Nicole Zweigler        |                    | svincolata |
| A        | Ana-Maria Crnogorčević | 1. FFC Francoforte | definitivo |

### Sessione invernale
| Acquisti | Acquisti    | Acquisti | Acquisti   |
| R.       | Nome        | da       | Modalità   |
| -------- | ----------- | -------- | ---------- |
| C        | Aylin Yaren | Lübars   | definitivo |

| Cessioni | Cessioni | Cessioni | Cessioni |
| R.       | Nome     | a        | Modalità |
| -------- | -------- | -------- | -------- |
|          |          |          |          |

## Risultati

### Frauen-Bundesliga

#### Girone di andata
| Arbitro: | Hussein (Bad Harzburg) |

|                                  |           |  |
| Añonma 8’, 63’ Nagasato 20’, 58’ | Marcatori |  |

| Arbitro: | Derlin (Bad Schwartau) |

|  |           |                        |
|  | Marcatori | 5’ Laudehr 44’ Wensing |

| Arbitro: | Stolz (Pritzwalk) |

|  |           |                                    |
|  | Marcatori | 53’ Ewers 57’ Bagehorn 90’ Kameraj |

| Arbitro: | Müller-Schmäh (Potsdam) |

|  |           |                   |
|  | Marcatori | 60’, 86’ Bajramaj |

| Arbitro: | Söder (Norimberga) |

|  |           |                 |
|  | Marcatori | 57’, 87’ Schwab |

| Arbitro: | Elsner (Duisburg) |

|                             |           |                                           |
| Sainio 11’ Engel 32’ (aut.) | Marcatori | 44’, 68’ Kameraj 60’ (rig.) Lone Saländer |

| Arbitro: | Heimann (Gladbeck) |

|          |           |                                  |
| Wich 56’ | Marcatori | 6’ Müller 57’ Goeßling 90’ Smith |

| Arbitro: | Rafalski (Baunatal) |

|                 |           |                |
| Dörpinghaus 52’ | Marcatori | 67’ Timmermann |

| Arbitro: | Stolz (Pritzwalk) |

|                |           |           |
| Timmermann 15’ | Marcatori | 75’ Hearn |

| Arbitro: | Eisenhardt (Holzgerlingen) |

|                      |           |  |
| Okoyino da Mbabi 20’ | Marcatori |  |

| Arbitro: | Schultz (Wolfsburg) |

|                |           |             |
| Brüggemann 15’ | Marcatori | 70’ Baunach |

#### Girone di ritorno
| Arbitro: | Rafalski (Baunatal) |

|           |           |              |
| Yaren 48’ | Marcatori | 73’ Hanebeck |

| Arbitro: | Söder (Norimberga) |

|                                  |           |              |
| Andō 2’ Islacker 15’ Wensing 37’ | Marcatori | 34’ Meiforth |

| Arbitro: | Kurtes (Düsseldorf) |

|                            |           |  |
| Bagehorn 2’ Timmermann 68’ | Marcatori |  |

| Arbitro: | Illing (Limbach-Oberfrohna) |

|  |           |             |
|  | Marcatori | 51’ Kameraj |

| Arbitro: | Schultz (Wolfsburg) |

|                             |           |                          |
| Bethke 55’ Elsig 77’ (rig.) | Marcatori | 26’ Yaren 71’ Timmermann |

| Arbitro: | Herrmann (Mönchengladbach) |

|              |           |             |
| Schubert 44’ | Marcatori | 19’ Makanza |

| Arbitro: | Stolz (Pritzwalk) |

|                                             |           |                          |
| Keßler 11’ Jakabfi 35’, 50’ Müller 37’, 53’ | Marcatori | 57’ Simon 73’ Timmermann |

| Arbitro: | Appelmann (Sörgenloch) |

|          |           |              |
| Wich 24’ | Marcatori | 14’ Hartmann |

| Arbitro: | Müller-Schmäh (Potsdam) |

|  |           |           |
|  | Marcatori | 69’ Simon |

| Arbitro: | Elsner (Duisburg) |

|  |           |                                                                |
|  | Marcatori | 36’ Gregorius 52’ Doorsoun 57’ Okoyino da Mbabi 80’ Ni. Rolser |

| Arbitro: | Appelmann (Alzey) |

|                                             |           |          |
| Schöne 27’ Rudelić 44’ Hagen 65’ Lotzen 73’ | Marcatori | 57’ Haye |

### DFB-Pokal
| Arbitro: | Weigelt (Lipsia) |

|  |           |                                  |
|  | Marcatori | 9’ Wich 60’ Ewers 83’ Timmermann |

| Arbitro: | Derlin (Bad Schwartau) |

|                            |           |  |
| Timmermann 48’ Kameraj 86’ | Marcatori |  |

| Arbitro: | Rafalski (Baunatal) |

|                                 |           |                   |
| Bagehorn 7’, 80’ Timmermann 81’ | Marcatori | 45’ Szuh 86’ Lahr |

| Arbitro: | Elsner (Duisburg) |

|                                  |           |                         |
| Cross 2’, 7’ Hagen 27’, 45’, 72’ | Marcatori | 5’ Bagehorn 90’ Kameraj |

## Statistiche

### Statistiche di squadra
| Competizione         | Punti | In casa | In casa | In casa | In casa | In casa | In casa | In trasferta | In trasferta | In trasferta | In trasferta | In trasferta | In trasferta | Totale | Totale | Totale | Totale | Totale | Totale | DR  |
| Competizione         | Punti | G       | V       | N       | P       | Gf      | Gs      | G            | V            | N            | P            | Gf           | Gs           | G      | V      | N      | P      | Gf     | Gs     | DR  |
| -------------------- | ----- | ------- | ------- | ------- | ------- | ------- | ------- | ------------ | ------------ | ------------ | ------------ | ------------ | ------------ | ------ | ------ | ------ | ------ | ------ | ------ | --- |
| Frauen-Bundesliga    | 22    | 11      | 1       | 5       | 5       | 8       | 18      | 11           | 4            | 2            | 5            | 15           | 22           | 22     | 5      | 7      | 10     | 23     | 40     | -17 |
| DFB-Pokal der Frauen | -     | 2       | 2       | 0       | 0       | 5       | 2       | 2            | 1            | 0            | 1            | 5            | 5            | 4      | 3      | 0      | 1      | 10     | 7      | +3  |
| Totale               | -     | 13      | 3       | 5       | 5       | 13      | 20      | 13           | 5            | 2            | 6            | 20           | 27           | 26     | 8      | 7      | 11     | 33     | 47     | -14 |

### Andamento in campionato
| Giornata  | 1  | 2  | 3 | 4 | 5 | 6 | 7 | 8 | 9 | 10 | 11 | 12 | 13 | 14 | 15 | 16 | 17 | 18 | 19 | 20 | 21 | 22 |
| --------- | -- | -- | - | - | - | - | - | - | - | -- | -- | -- | -- | -- | -- | -- | -- | -- | -- | -- | -- | -- |
| Luogo     | T  | C  | T | C | C | T | C | T | C | T  | C  | C  | T  | C  | T  | T  | C  | T  | C  | T  | C  | T  |
| Risultato | P  | P  | V | P | P | V | P | N | N | P  | N  | N  | P  | V  | V  | N  | N  | P  | N  | V  | P  | P  |
| Posizione | 12 | 11 | 8 | 8 | 9 | 8 | 8 | 7 | 8 | 9  | 8  | 9  | 10 | 9  | 9  | 9  | 9  | 9  | 9  | 9  | 9  | 9  |

Legenda:

Luogo: C = Casa; T = Trasferta. Risultato: V = Vittoria; N = Pareggio; P = Sconfitta.

### Statistiche delle giocatrici
| Giocatore     | Frauen-Bundesliga | Frauen-Bundesliga | Frauen-Bundesliga | Frauen-Bundesliga | DFB-Pokal der Frauen | DFB-Pokal der Frauen | DFB-Pokal der Frauen | DFB-Pokal der Frauen | Totale   | Totale | Totale      | Totale     |
| Giocatore     | Presenze          | Reti              | Ammonizioni       | Espulsioni        | Presenze             | Reti                 | Ammonizioni          | Espulsioni           | Presenze | Reti   | Ammonizioni | Espulsioni |
| ------------- | ----------------- | ----------------- | ----------------- | ----------------- | -------------------- | -------------------- | -------------------- | -------------------- | -------- | ------ | ----------- | ---------- |
| M-L. Bagehorn | 22                | 1                 | 0                 | 0                 | 4                    | 3                    | 1                    | 0                    | 26       | 4      | 1           | 0          |
| K. Brenner    | 10                | 0                 | 0                 | 0                 | 3                    | 0                    | 0                    | 0                    | 13       | 0      | 0           | 0          |
| N. Brüggemann | 16                | 1                 | 1                 | 0                 | 2                    | 0                    | 0                    | 0                    | 18       | 1      | 1           | 0          |
| F. Engel      | 19                | 0                 | 0                 | 0                 | 3                    | 0                    | 1                    | 0                    | 22       | 0      | 1           | 0          |
| M. Ewers      | 22                | 1                 | 0                 | 0                 | 4                    | 1                    | 0                    | 0                    | 26       | 2      | 0           | 0          |
| H. Freese     | 2                 | 0                 | 0                 | 0                 | 0                    | 0                    | 0                    | 0                    | 2        | 0      | 0           | 0          |
| J. Haye       | 21                | 1                 | 5                 | 0                 | 4                    | 0                    | 0                    | 0                    | 25       | 1      | 5           | 0          |
| A. Hepfer     | 19                | 0                 | 1                 | 0                 | 3                    | 0                    | 0                    | 0                    | 22       | 0      | 1           | 0          |
| A. Kameraj    | 22                | 4                 | 4                 | 0                 | 4                    | 2                    | 1                    | 0                    | 26       | 6      | 5           | 0          |
| H. Meiforth   | 14                | 1                 | 3                 | 0                 | 3                    | 0                    | 1                    | 0                    | 17       | 1      | 4           | 0          |
| L. Nöhr       | 4                 | 0                 | 0                 | 0                 | 1                    | 0                    | 0                    | 0                    | 5        | 0      | 0           | 0          |
| L. Petermann  | 2                 | 0                 | 0                 | 0                 | -                    | -                    | -                    | -                    | 2        | 0      | 0           | 0          |
| S.L. Saländer | 20                | 1                 | 2                 | 0                 | 4                    | 0                    | 0                    | 0                    | 24       | 1      | 2           | 0          |
| S. Schippmann | 1                 | -2                | 0                 | 0                 | 0                    | 0                    | 0                    | 0                    | 1        | -2     | 0           | 0          |
| C. Schoknecht | 5                 | 0                 | 0                 | 0                 | 3                    | 0                    | 0                    | 0                    | 8        | 0      | 0           | 0          |
| M. Schubert   | 12                | 1                 | 1                 | 0                 | 2                    | 0                    | 0                    | 0                    | 14       | 1      | 1           | 0          |
| C. Simon      | 20                | 2                 | 3                 | 1                 | 3                    | 0                    | 0                    | 0                    | 23       | 2      | 3           | 1          |
| M. Timmermann | 19                | 5                 | 0                 | 0                 | 4                    | 3                    | 0                    | 0                    | 23       | 8      | 0           | 0          |
| B. Weech      | 22                | -38               | 2                 | 0                 | 0                    | 0                    | 0                    | 0                    | 22       | -38    | 2           | 0          |
| J. Wich       | 21                | 2                 | 8                 | 0                 | 4                    | 1                    | 0                    | 0                    | 25       | 3      | 8           | 0          |
| A. Yaren      | 10                | 2                 | 2                 | 0                 | -                    | -                    | -                    | -                    | 10       | 2      | 2           | 0          |